# Angel (singel)
Angel – trzeci singiel brytyjskiej grupy Massive Attack z ich trzeciej płyty Mezzanine. Wokalnie udzielał się na nim Horace Andy. Pomimo swojej prostoty (oparcie na dwóch akordach wyraźnie pulsującego basu), singiel dotarł do 30. miejsca brytyjskiej listy przebojów. W nagraniu wykorzystano fragmenty „Last Bongo In Belgium” The Incredible Bongo Band.

## Teledysk
Teledysk, wyreżyserowany przez Waltera Sterna, utrzymany jest w charakterystycznym dla grupy, artystycznym stylu. Główny bohater wysiada z samochodu na parkingu i, oglądając się za siebie, rusza w pewnym kierunku. Po chwili dołączają do niego inni ludzie. Gdy on zaczyna biec, pozostali naśladują go. Do biegu dołączają się coraz to nowe postaci. Kiedy główny bohater odwraca się i zaczyna biec w przeciwną stronę, tłum posłusznie przed nim ucieka w stronę parkingu.

## Lista utworów
1. Angel – 6:21
2. Angel (Remix) – 6:22
3. Group Four (Mad Professor Remix)  – 5:02